# K-Supermarket
K-Supermarket est une chaîne de supermarchés, de moyenne et grande surface, basée à Helsinki en Finlande. K-Supermarket est une filiale de Kesko.

## Les K-Supermarket
En 2018, les K-Supermarkets sont:

### Uusimaa
- Espoo
  - K-Supermarket Aurora (Järvenperä)
  - K-Supermarket Kulinaari (Espoon keskus)
  - K-Supermarket Leppävaara
  - K-Supermarket Lähderanta
  - K-Supermarket Malminmäki
  - K-Supermarket Mankkaa
  - K-Supermarket Merituuli (Suomenoja)
  - K-Supermarket Niipperi
  - K-Supermarket Ruokaniitty (Niittykumpu)
  - K-Supermarket Seilori (Espoonlahti)
  - K-Supermarket Soukka
  - K-Supermarket Suurpelto
  - K-Supermarket Tapiola
- Hanko
  - K-Supermarket Hanko-Hangö
- Helsinki
  - K-Supermarket Arabianranta
  - K-Supermarket Fortuna (Pikku Huopalahti)
  - K-Supermarket Haaga
  - K-Supermarket Hertta (Herttoniemi)
  - K-Supermarket Jakomäki
  - K-Supermarket Kaisaniemi
  - K-Supermarket Kamppi
  - K-Supermarket Kasarmi (Taka-Töölö)
  - K-Supermarket Konala
  - K-Supermarket Kontumarket (Kontula)
  - K-Supermarket Lauttasaari
  - K-Supermarket Masi (Mellunmäki)
  - K-Supermarket Munkki (Munkkivuori)
  - K-Supermarket Mustapekka (Oulunkylä)
  - K-Supermarket Myllypuro
  - K-Supermarket Pohjois-Haaga
  - K-Supermarket Postitalo
  - K-Supermarket Redi (Kalasatama)
  - K-Supermarket Saari (Laajasalo)
  - K-Supermarket Torpparinmäki
  - K-Supermarket Viikki
  - K-Supermarket Vuosaari
  - K-Supermarket Westbest (Lauttasaari)
- Hyvinkää
  - K-Supermarket Vieremä
- Järvenpää
  - K-Supermarket Pajala
  - K-Supermarket Peltola
- Karkkila
  - K-Supermarket Karkkila
- Kauniainen
  - K-Supermarket Grani
- Kerava
  - K-Supermarket Karuselli
  - K-Supermarket Oregano (Savio)
- Kirkkonummi
  - K-Supermarket Veikkola
- Lohja
  - K-Supermarket Lempola
- Loviisa
  - K-Supermarket Loviisa-Lovisa
- Nurmijärvi
  - K-Supermarket Lähde (Rajamäki)
  - K-Supermarket Nurmijärvi
- Porvoo
  - K-Supermarket Tarmola
- Raasepori
  - K-Supermarket Ekenäs
  - K-Supermarket Karis-Karjaa
  - K-Supermarket Popsi (Tammisaari)
- Sipoo
  - K-Supermarket Basilika (Nikkilä)
  - K-Supermarket Söderkulla
- Tuusula
  - K-Supermarket Hyrrä (Hyrylä)
  - K-Supermarket Jokela
  - K-Supermarket Kellokoski
- Vantaa
  - K-Supermarket Hakunila
  - K-Supermarket Herkkupähkinä (Pähkinärinne)
  - K-Supermarket Hämeenkylä
  - K-Supermarket Koivuhaka
  - K-Supermarket Korso
  - K-Supermarket Martinlaakso
  - K-Supermarket Martinlaakson Ostari
  - K-Supermarket Nikinmäki
  - K-Supermarket Pähkinärinne
  - K-Supermarket Yliveto (Tikkurila)
- Vihti
  - K-Supermarket Nummela
  - K-Supermarket Vihti

### Kanta-Häme
- Forssa
  - K-Supermarket Forssa
- Hattula
  - K-Supermarket Hattula (Parola)
- Hämeenlinna
  - K-Supermarket Hätilä
- Janakkala
  - K-Supermarket Turenki
- Riihimäki
  - K-Supermarket Keskuskatu
  - K-Supermarket Kumela

### Päijät-Häme
- Asikkala
  - K-Supermarket Vääksy
- Hollola
  - K-Supermarket Hollola
- Lahti
  - K-Supermarket Ahtiala
  - K-Supermarket Nastola (Rakokivi)
  - K-Supermarket Okeroinen
  - K-Supermarket Trio
- Orimattila
  - K-Supermarket Orimattila
- Sysmä
  - K-Supermarket Suvituuli

### Vallée de la Kymi
- Hamina
  - K-Supermarket Kanuuna
- Kotka
  - K-Supermarket Hyvätuuli
  - K-Supermarket Pooki
- Kouvola
  - K-Supermarket Kankaro
  - K-Supermarket Koskituuli (Kuusankoski)
  - K-Supermarket Ruokamylly (Myllykoski)
  - K-Supermarket Torkkari (Tornionmäki)
  - K-Supermarket Valtari
  - K-Supermarket Ykköstori (Inkeroinen)

### Carélie du Sud
- Imatra
  - K-Supermarket Imatrankoski
  - K-Supermarket Vuoksenniska
- Lappeenranta
  - K-Supermarket IsoKristiina
  - K-Supermarket Lauritsala
  - K-Supermarket Lehmus
  - K-Supermarket Pirana (Joutseno)
  - K-Supermarket Rakuuna
  - K-Supermarket Sammonlahti

### Finlande propre
- Kaarina
  - K-Supermarket Katariina
  - K-Supermarket Piikkiö
- Kemiönsaari
  - K-Supermarket Kompass (Kemiö)
- Laitila
  - K-Supermarket Laitila
- Lieto
  - K-Supermarket Lietori
- Mynämäki
  - K-Supermarket Mynämäki
- Naantali
  - K-Supermarket Ellen
  - K-Supermarket Ukko-Pekka
- Paimio
  - K-Supermarket Paimio
- Parainen
  - K-Supermarket Reimari
- Raisio
  - K-Supermarket Raisio Center
- Salo
  - K-Supermarket Perniö
- Somero
  - K-Supermarket Härkätie
- Turku
  - K-Supermarket Annika (Varissuo)
  - K-Supermarket Föri
  - K-Supermarket Hirvensalo
  - K-Supermarket Kivikukkaro
  - K-Supermarket Koivula
  - K-Supermarket Manhattan
  - K-Supermarket Nummenpakka
  - K-Supermarket Runosmäki
- Uusikaupunki
  - K-Supermarket Itäpoiju

### Satakunta
- Eura
  - K-Supermarket Eura
- Eurajoki
  - K-Supermarket Eurajoen portti
- Harjavalta
  - K-Supermarket Mylly
- Huittinen
  - K-Supermarket Lautturi
- Kokemäki
  - K-Supermarket Teljänportti
- Nakkila
  - K-Supermarket Onnipekka
- Pori
  - K-Supermarket Antinkatu
  - K-Supermarket Kampus
  - K-Supermarket Ruokapori
- Rauma
  - K-Supermarket Rosmariini
  - K-Supermarket Vesseli
- Säkylä
  - K-Supermarket Säkylä
- Ulvila
  - K-Supermarket Hansa (Friitala)

### Pirkanmaa
- Akaa
  - K-Supermarket Akaa (Toijala)
- Hämeenkyrö
  - K-Supermarket Hämeenkyrö (Kyröskoski)
- Ikaalinen
  - K-Supermarket Komppi (Läykkälänlahti)
- Kangasala
  - K-Supermarket Kangasala (Pikkola)
- Lempäälä
  - K-Supermarket Kuljun Kartano
- Nokia
  - K-Supermarket Löytis
- Orivesi
  - K-Supermarket Orivesi
- Parkano
  - K-Supermarket Parkano
- Punkalaidun
  - K-Supermarket Pouru
- Pälkäne
  - K-Supermarket Pälkäne
- Sastamala
  - K-Supermarket Torikeskus (Vammala)
- Tampere
  - K-Supermarket HerkkuDuo (Hervanta)
  - K-Supermarket Kaukajärvi
  - K-Supermarket Kuninkaankulma (Tammerkoski)
  - K-Supermarket Nekala (Vihioja)
  - K-Supermarket Ratina
  - K-Supermarket Villilä (Rahola)
  - K-Supermarket Westeri (Tesomajärvi)
- Urjala
  - K-Supermarket Mari
- Virrat
  - K-Supermarket Virrat
- Ylöjärvi
  - K-Supermarket Linkki

### Finlande centrale
- Joutsa
  - K-Supermarket Joutsa
- Jyväskylä
  - K-Supermarket Kotikenttä (Kuokkala)
  - K-Supermarket Lutakko
  - K-Supermarket Länsiväylä
- Keuruu
  - K-Supermarket Järvituuli
- Laukaa
  - K-Supermarket Laukaa
- Muurame
  - K-Supermarket Muurame
- Pihtipudas
  - K-Supermarket Pihtipudas
- Saarijärvi
  - K-Supermarket Minttu
- Viitasaari
  - K-Supermarket Viitasaari
- Äänekoski
  - K-Supermarket Suosikki (Suolahti)

### Ostrobotnie du Sud
- Alajärvi
  - K-Supermarket Alajärvi
- Alavus
  - K-Supermarket Alavus
- Ilmajoki
  - K-Supermarket Ilmajoki
- Kauhava
  - K-Supermarket Kauppatie
- Kurikka
  - K-Supermarket Jalasjärvi
  - K-Supermarket Kurikka
- Lapua
  - K-Supermarket Lapua
  - K-Supermarket Simpsiö
- Seinäjoki
  - K-Supermarket Seinäjoki
- Ähtäri
  - K-Supermarket Mainio

### Ostrobotnie centrale
- Kokkola
  - K-Supermarket Kokkola

### Ostrobotnie du Nord
- Kristiinankaupunki
  - K-Supermarket Selleri
- Mustasaari
  - K-Supermarket Piffi
- Närpiö
  - K-Supermarket Närpiö
- Pietarsaari
  - K-Supermarket Jeppis
- Uusikaarlepyy
  - K-Supermarket Nykarleby-Uusikaarlepyy
- Vaasa
  - K-Supermarket Huutoniemi
  - K-Supermarket Wasa

### Savonie du Sud
- Juva
  - K-Supermarket Juva
- Mikkeli
  - K-Supermarket Karikko
  - K-Supermarket Pikantti
  - K-Supermarket Rokkala
- Mäntyharju
  - K-Supermarket Mäntyharju
- Savonlinna
  - K-Supermarket Eväskellari
  - K-Supermarket Mertala

### Savonie du Nord
- Iisalmi
  - K-Supermarket Torikulma
- Kiuruvesi
  - K-Supermarket Kiuruvesi
- Kuopio
  - K-Supermarket Artomarket (Nilsiä)
  - K-Supermarket Matkus
  - K-Supermarket Petonen
  - K-Supermarket Veljmies
- Leppävirta
  - K-Supermarket Leppävirta
- Siilinjärvi
  - K-Supermarket Herkkupata
- Suonenjoki
  - K-Supermarket Suonenjoki

### Carélie du Nord
- Joensuu
  - K-Supermarket Eväskontti (Niinivaara)
  - K-Supermarket Rantakylä
- Kitee
  - K-Supermarket Kupiainen
- Kontiolahti
  - K-Supermarket Lehmo

### Ostrobotnie du Nord
- Haapajärvi
  - K-Supermarket Haapajärvi
- Kalajoki
  - K-Supermarket Kalajoki
- Kempele
  - K-Supermarket Kempele
- Liminka
  - K-Supermarket Liminganportti
- Muhos
  - K-Supermarket Mimmi
- Nivala
  - K-Supermarket Nivala
- Oulainen
  - K-Supermarket Oulainen
- Oulu
  - K-Supermarket Ateria (Kiiminki)
  - K-Supermarket Hovihalli
  - K-Supermarket Joutsensilta
  - K-Supermarket Jääli
  - K-Supermarket Kaijonharju
  - K-Supermarket Oulunsalo
  - K-Supermarket Pekuri
  - K-Supermarket Revontori (Haukipudas)
  - K-Supermarket Ritaharju
  - K-Supermarket Toppila
  - K-Supermarket Välivainio
- Pudasjärvi
  - K-Supermarket Pudasjärvi
- Raahe
  - K-Supermarket Kreivintori

### Kainuu
- Kuhmo
  - K-Supermarket Kuhmo
- Sotkamo
  - K-Supermarket Sotkamo
  - K-Supermarket Vuokatti
- Suomussalmi
  - K-Supermarket Suomussalmi (Ämmänsaari)

### Laponie
- Inari
  - K-Supermarket Ivalo
- Kemijärvi
  - K-Supermarket Kauppapaikka
- Kittilä
  - K-Supermarket Kittilä
  - K-Supermarket Levi (Sirkka)
- Rovaniemi
  - K-Supermarket Kauppatori
  - K-Supermarket Ounasvaara
  - K-Supermarket Rinteenkulma
- Sodankylä
  - K-Supermarket Pohjantähti
- Tornio
  - K-Supermarket Ykkönen
- Ylitornio
  - K-Supermarket Ylitornio

### Ahvenanmaa
- Finström
  - K-Supermarket Mattssons (Godby)
- Jomala
  - K-Supermarket Kantarellen
- Maarianhamina
  - K-Supermarket Mathis-Hallen

## Galerie

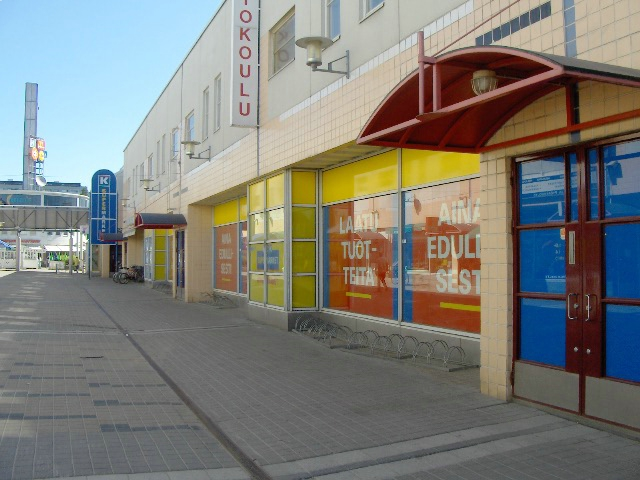
K-Supermarket à  Kontula en 2006.
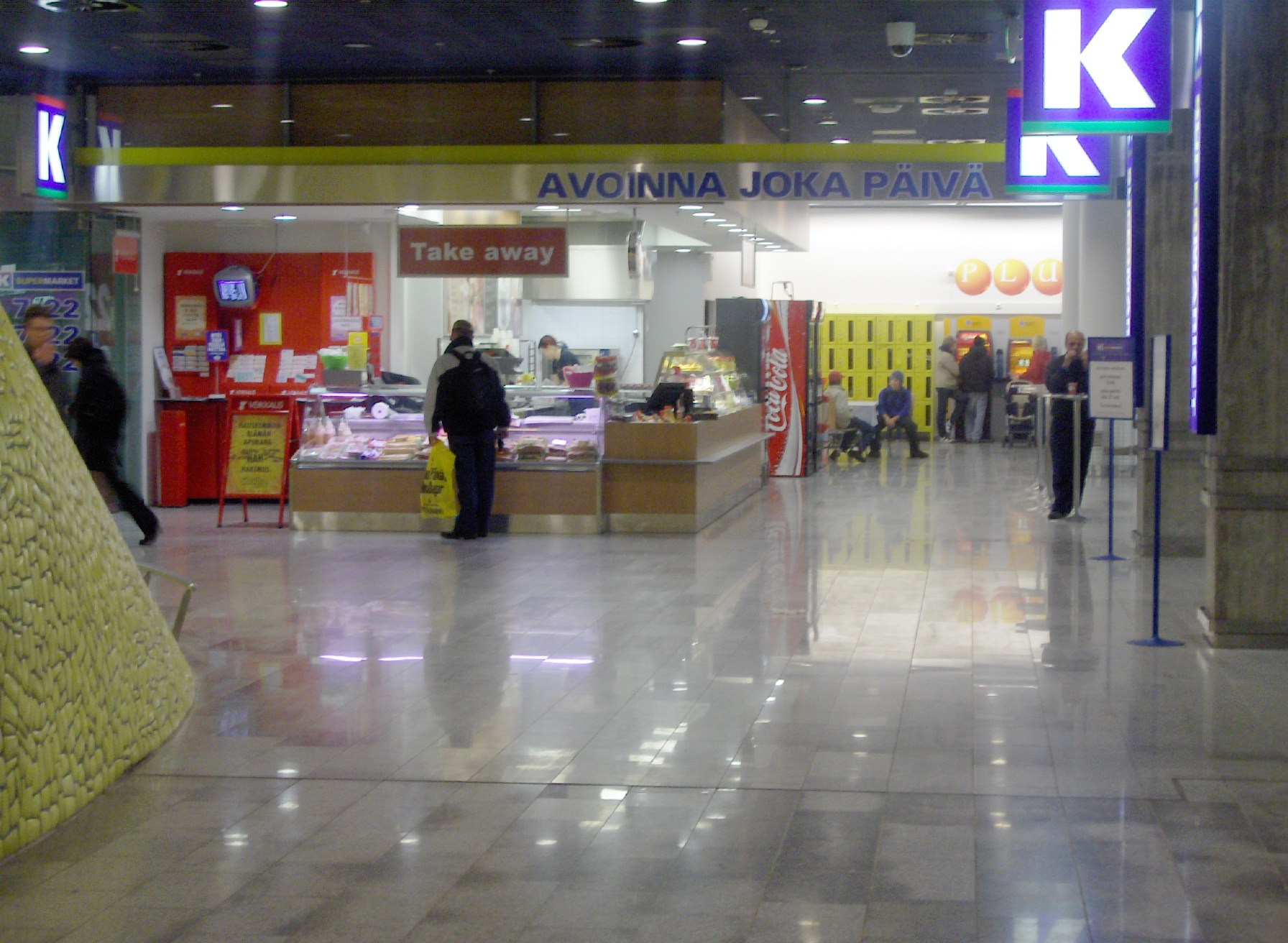
K-Supermarket de Kamppi en 2005.
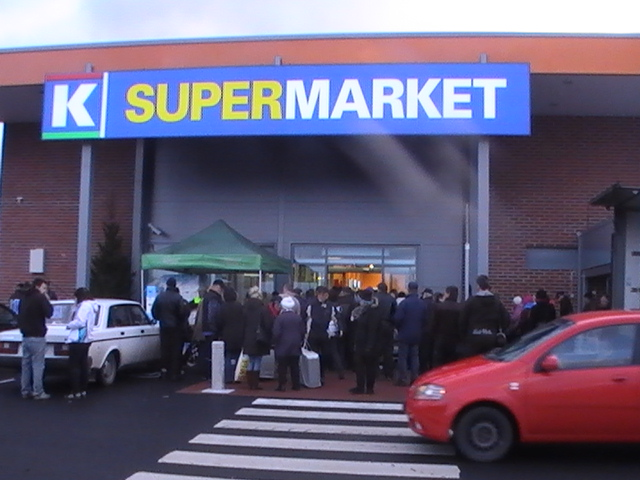
K-Supermarket de Säkylä en 2013.
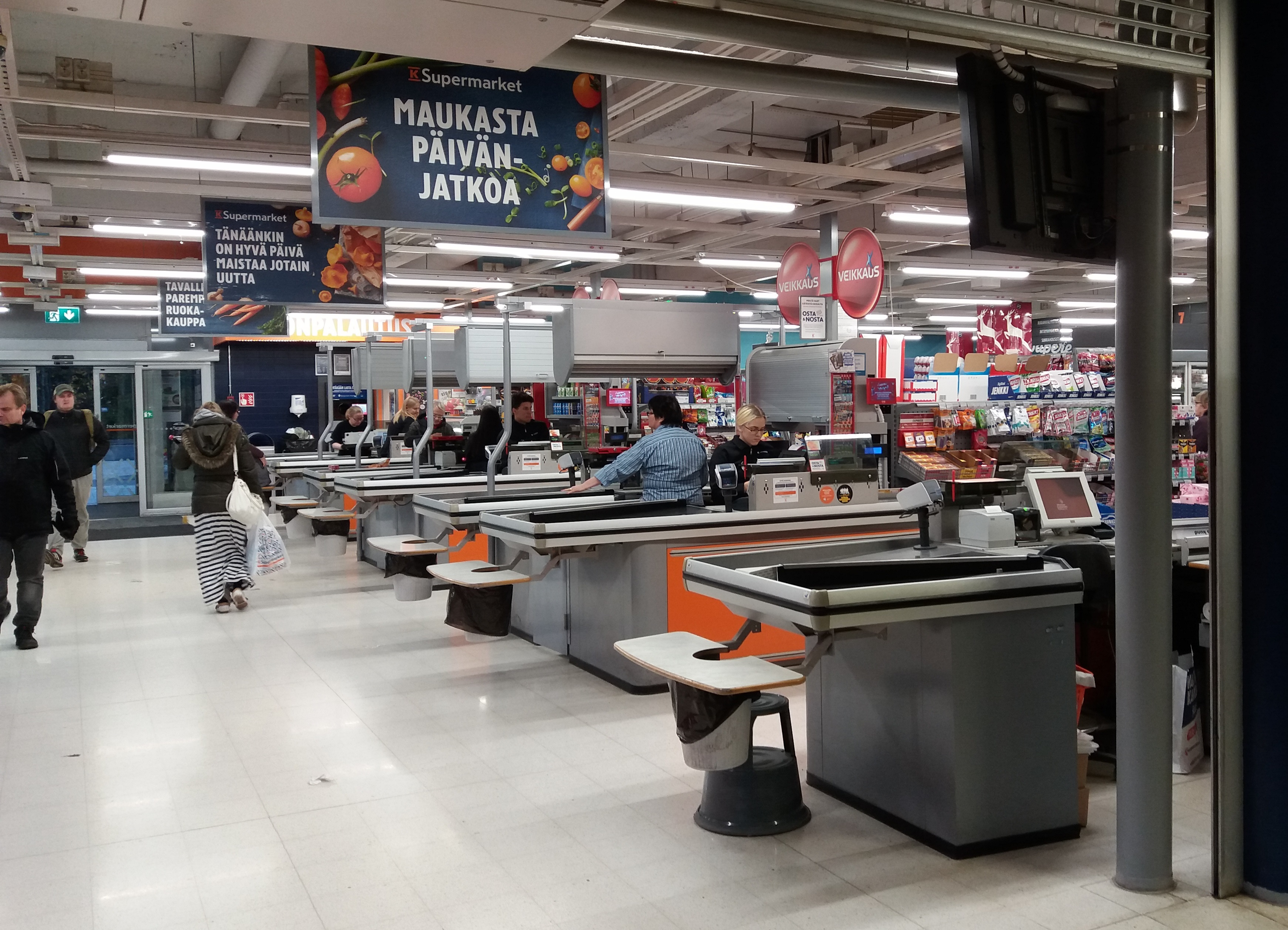
K-Supermarket de Munkkivuori.
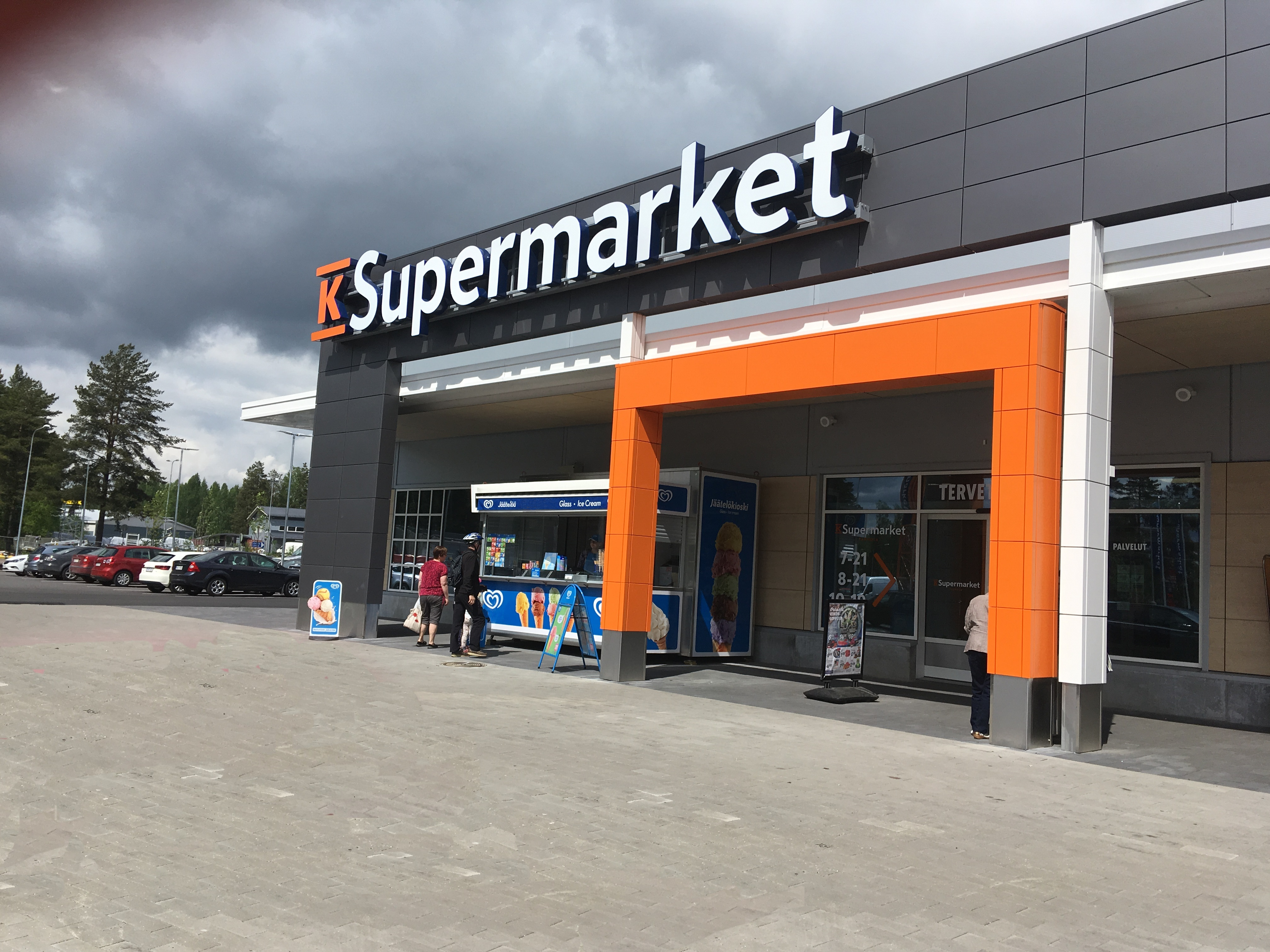
K-Supermarket à Porvoo.